# Ōsugi Sakae
Ōsugi Sakae (大杉 栄, 17 de janeiro de 1885 – 16 de setembro de 1923) foi um escritor e importante pensador anarquista japonês no inicio do século XX. Ele foi assassinado junto com sua amante, Itō Noe, no que ficou conhecido como o Incidente de Amakasu.